# القصر الفريد
القصر الفريد أو قصر الفريد هو قصر يقع بالمقابر النبطية في مدائن صالح بمحافظة العلا، غرب المملكة العربية السعودية ويُعد من أشهر هذه المقابر وأكبرها؛ إذ يصل عدد القبور بداخل القصر 131 قبرًا كما يتميز بواجهة شمالية ضخمة يُلاحظ فيها دقة النحت والجمال، وكذلك فإنه يحتوي على عمودين إضافيين وسط الواجهة، وعلى الرغم من هذا دقة النحت وجماله إلا أن القصر الفريد غير مكتمل النحت، حيث إنه لم يكتمل العمل في أسفل الثلث الأخير. بُنِيَ هذا القصر لشخص يُدعى لحيان بن كوزا، وهو أحد الآثار المماثلة في المنطقة للهندسة المعمارية لمدينة البتراء في الأردن، والتي كانت عاصمة المملكة النبطية. ويعد القصر مزار سياحي هام في المملكة، وهو مُصنّف ضمن قائمة التراث العالمي من قبل اليونسكو.

## التسمية
تعود تسميته بالفريد لانفراده بكتلة صخرية مستقلة وكذلك لاختلاف واجهته الكبيرة عن المقابر الأخرى في مدائن صالح، وكذلك فإنها تحتوي على عنصر معماري لا يتوافر في غيرها من المقابر وهو عمودين إضافيين وسط الواجهة.

## الجغرافيا

### الموقع
يقع القصر الفريد في منطقة مدائن صالح والتي تبعد مسافة حوالي 22 كم عن مركز محافظة العلا، ويتسم موقعه الجغرافي المميز بتواجده على الطريق الواصل بين جنوب الجزيرة العربية وبلاد الرافدين ومصر وبلاد الشام مما جعلها من أهم العواصم الاقتصادية الموجودة في المملكة قديماً حيث كانت مدائن صالح في ذلك الوقت ثاني أكبر مدينة، كما كانت مركزًا تجاريًا رئيسًا.

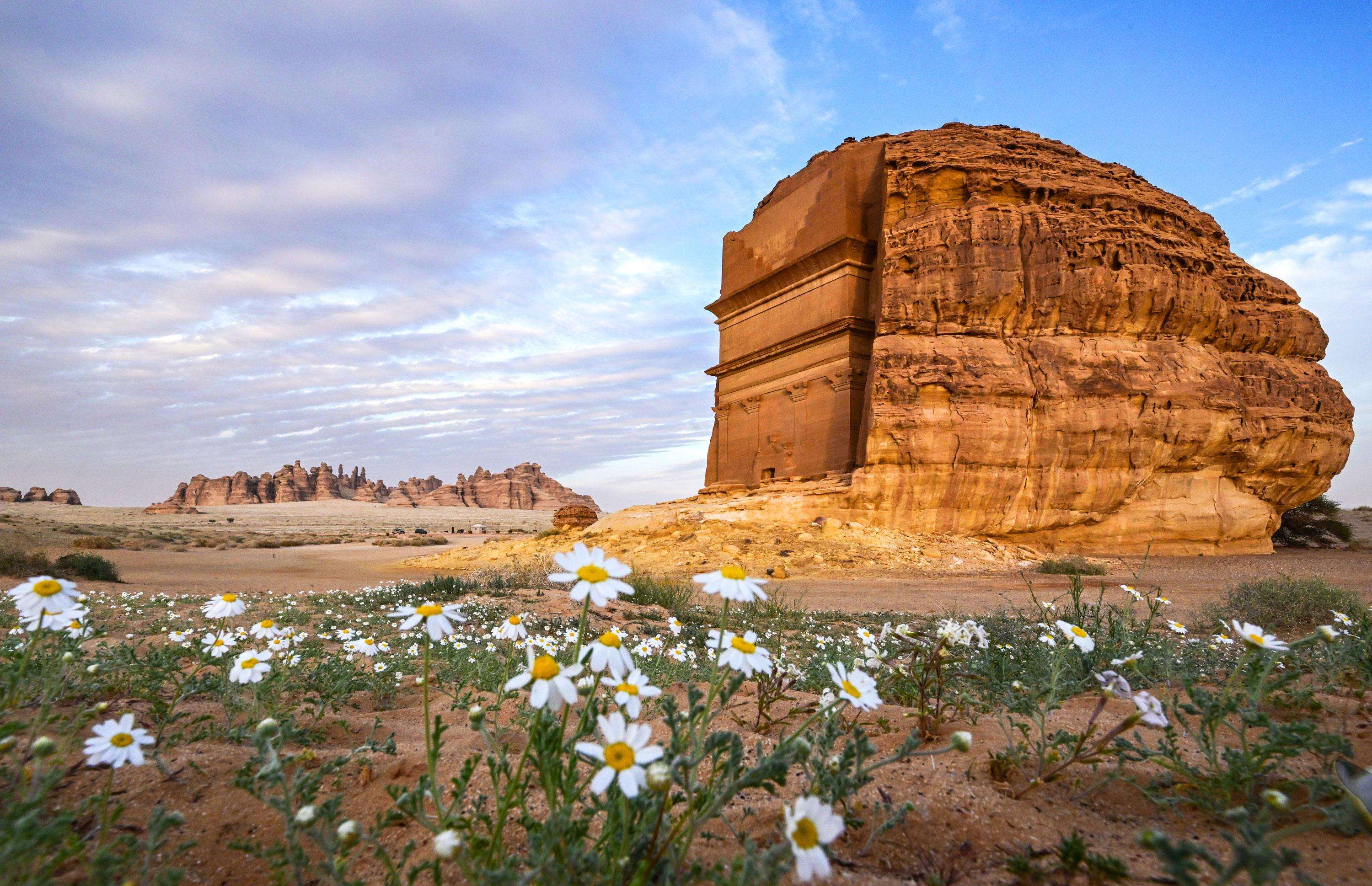
قصر الفريد في بيئة مربعة سنة 2023م.

## البناء

قصر الفريد كما يظهر في صورة احتفال محرك البحث جوجل باليوم الوطني السعودي السادس والثمانين، سنة 2016م.

استخدمت قطعًا من الحجر الرملي المنحوت من الأعلى إلى الأسفل في بناء القصر، كما استخدمت بعض العناصر الزخرفية المصرية، والآشورية، والهلنستية. ويشير حجم هذا القبر إلى المكانة الاجتماعية للمتوفى. ويعد القصر الفريد أكبر القبور في المنطقة والتي يصل عددها 131 قبرًا.

## التاريخ
يرجع تاريخ القصر الفريد لما يقرب 1900 عام، إلا أنه لا يزال في حالة جيدة، وذلك بفضل ظروف الطقس الجافة.

## الارتباطات الثقافية
اختير قصر الفريد ليمثّل صورة احتفال محرك البحث جوجل باليوم الوطني السعودي السادس والثمانون سنة 2016م.

## وصلات خارجية
- «القصر الفريد».. مقبرة بلا أموات!